# Дивизия ВНОС

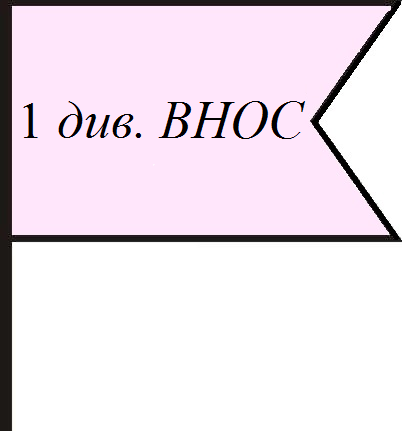
Условный знак для обозначения дивизии воздушного наблюдения, оповещения и связи (дВНОС) на оперативно-тактическую карту.

Дивизия воздушного наблюдения, оповещения и связи (див. АЗ) — тактическое формирование (соединение, дивизия) ВНОС войск противовоздушной обороны (ВПВО), состоящее из управления (штаба), частей и подразделений вооружённых сил РККА ВС Союза ССР для усиления зоны противовоздушной обороны Москвы.

## Назначение дивизии
Дивизия воздушного наблюдения, оповещения и связи предназначена для борьбы с воздушным противником созданием сплошного поля наблюдения, оповещения и связи в зонах вероятного появления воздушного противника, а также для решения боевых задач во взаимодействии с соединениями других родов Войск ПВО.

## Состав дивизии
Дивизия воздушного наблюдения, оповещения и связи имела в своем составе:
- управление;
- два — четыре полка воздушного наблюдения, оповещения и связи (ВНОС);
- части и подразделения обеспечения и обслуживания.

## Выполнение задач
Свои задачи:
- обнаружение воздушного противника
- оповещение войск (объектов)
- наведение своей авиации на воздушные и наземные цели дивизия выполняла в назначенном районе боевых действий системы ПВО Москвы.

Дивизии ВНОС использовались в системе кольцевых полос наблюдения вокруг крупного пункта ПВО, основу которой составляли наблюдательные посты ВНОС (8 — 12 км друг от друга), а также радиолокационные посты ВНОС (60 — 90 км друг от друга). Части дивизии имели на вооружении радиолокационные станции обнаружения РУС-1 и РУС-2 и выполняли задачи по разведке воздушной обстановки, оповещению войск ПВО о возможных ударах вражеской авиации по объектам тыла.

## История
Дивизия воздушного наблюдения, оповещения и связи стали формироваться в мае 1943 года на основании Приказа Наркома обороны Союза ССР в системе ПВО Москвы для создания зон воздушного заграждения. Всего было сформировано три дивизии:
- 1-я дивизия воздушного наблюдения, оповещения и связи;
- 2-я дивизия воздушного наблюдения, оповещения и связи,

которые вошли в состав Московского фронта ПВО, а в последующем в состав Особой Московской армии ПВО.
Дивизии ВНОС расформированы в 1945 году в связи с демобилизацией Союза ССР.

### 1-я дивизия воздушного наблюдения, оповещения и связи
Сформирована в мае 1943 года на базе 1-го полка воздушного наблюдения, оповещения и связи. В составе действующей армии находилась с 4 июня 1943 года по 1 октября 1943 года. Командир дивизии — полковник, генерал-майор войск связи Николай Михайлович Васильев

### 2-я дивизия воздушного наблюдения, оповещения и связи
Сформирована в мае 1943 года на базе на базе 12-го полка воздушного наблюдения, оповещения и связи. В составе действующей армии находилась со 2 июня 1943 года по 1 октября 1943 года. Командир дивизии — подполковник, полковник Александр Павлович Артамонов.

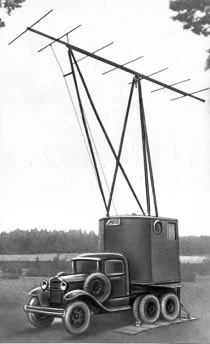
Двухантенный вариант РЛС РУС-2. Приёмная установка с вращающейся вместе с антенной кабиной оператора.

## Вооружение
На основном вооружении дивизий состояли:
- радиолокационные станции обнаружения РУС-1;
- радиолокационные станции обнаружения РУС-2.